# Hyperolius spatzi
Hyperolius spatzi är en groddjursart som beskrevs av Ahl 1931. Hyperolius spatzi ingår i släktet Hyperolius och familjen gräsgrodor. Inga underarter finns listade i Catalogue of Life.